# Histochemistry and Cell Biology
Histochemistry and Cell Biology is een internationaal, aan collegiale toetsing onderworpen wetenschappelijk tijdschrift op het gebied van de histologie en de celbiologie. De naam wordt in literatuurverwijzingen meestal afgekort tot Histochem. Cell Biol. Het wordt uitgegeven door Springer Science+Business Media namens de Society for Histochemistry en verschijnt 4 keer per jaar. Het eerste nummer verscheen in 1958.